# Glendale (Arizona)
Glendale és una ciutat al Comtat de Maricopa a l'estat d'Arizona, Estats Units d'Amèrica, El 2020 tenia 248.325 habitants, una densitat de 1612,15 per km², el 2010 eren 225.710 habitants.
Té una superfície de 144,4 km², de les quals144,2 km²són de terra i 0,2 km² (0,13%) és aigua. Té un clima àrid desèrtic amb estius molts secs i calents i hiverns temperats. És a la vall del Salt River, un afluent del Gila River i forma part de la conca del riu Colorado. En l'època precolombina, l'àmplia vall va ser conreada pels Hohokam, que hi van construir una sistema de reg.
Va ser creada el 1892 i es va desenvolupar com un centre de conreu i comerç de productes agrícoles.

## Llocs d'interés
- Xeriscape Demonstration Garden: un jardí botànic amb més de quatre-cents plantes resistents a la sequera[6][7]
- State Farm Stadium, estadi esportiu[5]
- Luke Air Force Base: una base militar especialitzada en la formació de pilots d'avió de guerra[8]